# Gresik (regência)
Gresik é um kabupaten (regência) da província de Java Oriental, na Indonésia, possui uma área de 1 191,19 km². É conhecido como um dos principais polos industriais em Java Oriental.
Se divide em 18 kecamatan (subdistritos) e 356 desa (vilas).

## Limites
- Norte: mar de Java
- Sudeste: cidade de Surabaia
- Leste: estreito de Madura
- Oeste: regência de Lamongan
- Sudoeste: regência de Mojokerto
- Sul: regência Sidoarjo

A área de Gresik inclui também a ilha de Bawean, localizada a 150 km da costa de Gresik, no mar de Java. A sede do kabupaten de Gresik está localizada 20 km a norte da cidade de Surabaia.